# Močilag
Močilag (mađ. Alsómocsolád, nje. Metschelad) je selo u središnjoj južnoj Mađarskoj.
Zauzima površinu od 13 km četvornih.

## Podrijetlo imena
Ime ovog sela dolazi od hrvatske riječi, močvara. Pretpostavlja se da je močvarno tlo bilo graničilo s ovim selom.

## Zemljopisni položaj
Nalazi se na 46° 19' sjeverne zemljopisne širine i 18° 15' istočne zemljopisne dužine, sjeverno od Pečuha i na sjevernim padinama gorja Mečeka, na županijskoj granici s Tolnanskom županijom. Zapadno, duž sela se nalazi ribnjak. Grenjiš je 3 km zapadno, 2 km jugozapadno je Ág, 2 km sjeverno je Magoč, Bikala je 2 km sjeveroistočno, Slatnik je 2,5 km jugoistočno, Kubin je 4 km istočno-jugoistočno, Kisvaszar je 3 km južno-jugozapadno. 
Oko sela su brijegovi obrasli šumom, a ravnica se prostire zapadno i istočno.
Selo je na povoljnom položaju s hidrografske točke gledišta. Klima je umjerene i topla. Ljeta su topla, a zime blage. Vlaga u zraku je smanjena, ali u granicama umjerenog. Sve to pridonosi povoljnim uvjetima za poljodjelstvo.

## Upravna organizacija
Upravno pripada Šaškoj mikroregiji u Baranjskoj županiji. Poštanski broj je 7345. 

## Promet
Zapadno od sjeveroistočno od sela prolazi pruga Dumvar-Bátaszék, koju se sagradilo još 1872., a uz selo je i željeznička postaja.
Prometno je na povoljnom položaju. Tri kotarska sjedišta, Pečuh, Kapošvar i Seksar su podjednako daleko od ovog sela, oko 55 do 60 km. Druga, nešto manja, ali značajna naselja kao što su Dumvar i Bonjad su udaljena 30 minuta vožnje automobilom. Mjesto poznato po toplicama, Gunaras, se nalazi 20 km odavde. Ipak, selo nije na tranzitnom položaju: cestovna prometnica završava u ovom selu.

## Stanovništvo
U Alsómocsoládu su se kroz povijest kao stanovnici pojavljivali Valonci, Slaveni, Talijani, a najveću ulogu su imali Mađari i Nijemci.
Alsómocsolád ima 331 stanovnika (2001.). Mađari su većina. Manjinsku samoupravu u selu imaju Nijemci, kojih je manje od 1% i Romi. Katolika je skoro 80%, a kalvinista je nešto preko 3%.

## Vanjske poveznice
- (mađ.) Alsómocsolád honlapja
- (mađ.) Vendégváró.hu cikke[neaktivna poveznica]
- (mađ.) Légifotók Alsómocsoládról
- Alsómocsolád na fallingrain.com